# Peacekeeper
Статья о МБР «Peacekeeper» расположена здесь
Peacekeeper (рус. миротворец) — онлайновый программный инструмент для тестирования производительности веб-браузеров, предоставляемый финской компанией Futuremark.
Peacekeeper определяет производительность веб-браузеров, установленных на одном персональном компьютере. Для тестирования браузера пользователь запускает в нём веб-приложение Peacekeeper, которое последовательно проводит тесты и вычисляет результат, представляемый в виде числового рейтинга.
Peacekeeper написан на JavaScript и тестирует только производительность браузеров при работе с JavaScript.
Результат зависит как от используемого браузера, так и от характеристик аппаратного обеспечения.

## Тесты
Peacekeeper состоит из пяти последовательно выполняющихся групп тестов, нацеленных на тестирование различных типов задач, возникающих перед веб-браузером. Для каждой из групп тестов вычисляются отдельные числовые рейтинги, на основе которых формируется общий рейтинг.

### Rendering
В группе тестов Rendering измеряется способность браузера отрисовывать и модифицировать элементы HTML, часто использующиеся на типичных веб-страницах. Эти тесты в реальном времени модифицируют дерево объектной модели документа. Мера производительности в них — скорость обновления отображения в кадрах в секунду.

### Social networking
В группе тестов Social networking измеряется производительность типичных функций веб-страниц, таких как загрузка, сортировка и поиск данных, характерных для сайтов социальных сетей, где они используются в навигации, формах и для других нужд. Производительность в этих тестах измеряется в числе кадров в секунду.

### Complex graphics
Эти тесты используют Canvas для рисования и манипуляций с графикой без использования внешних модулей. Результаты этого теста не учитываются при подсчёте общего рейтинга, поскольку Canvas поддерживается не всеми распространёнными браузерами.

### Data
В группе тестов Data измеряется производительность работы с массивами, которые часто используются с динамическими веб-страницами. Тесты проверяют скорость операций по добавлению, удалению и изменению данных, хранимых в массивах.

### DOM operations
Объектная модель документа это стандартный API JavaScript, используемый для создания динамических веб-страниц. Эти тесты эмулируют действия, используемые для создания типичных динамических страниц.

### Text parsing
Эти тесты замеряют производительность браузера при выполнении типичных манипуляций с текстом, таких как фильтрация ненормативной лексики в чатах, проверка данных, введённых в форму.